# Најлон
Најлон је опште име за велику групу синтетичких полимера. Први најлон је направљен 1938. и то је било прво вештачко влакно на свету. Најлони имају широку примену у индустрији.

## Историја
Америчка хемијска компанија Дупонт, 1927. године оснива високобуџетну лабораторију где су се углавном водила истраживања везана за полимере. 1931. године је откривена синтетичка гума, која се региструје под именом Neopren а 1934. године, долази се до открића које данас познајемо као најлон. Требало је да прође још неколико година, да би се усавршили начини обимне индустријске производње па је коначно 27. октобра 1938. године, одлучено да се са новог изума скине вео тајне.
Након Светске изложбе у Њујорку 1939. године, одлучено је да се најлон, због високог степена еластицитета и снаге, примарно користи у производњи женских чарапа. Током Другог светског рата, производња најлона је привремено заустављена јер је тада већи приоритет имала војна индустрија, и најлон се почео користити на многим другим пољима као нпр., замена за свилу при производњи падобрана, производња шатора, разних врста гума, итд.